# Bennu Yıldırımlar
Bennu Yildirimlar est une actrice turque née le 22 novembre 1969 à Istanbul.

## Biographie
Elle est mariée à l'acteur et metteur en scène Bülent Emin Yarar.

## Filmographie
- 1992 : Ada'da son gece
- 1993 : Süper Baba
- 1994 : Agri'ya dönüs de Tunca Yönder : Muhsine
- 1994 : Gece melek ve bizim çocuklar : Gülsen
- 1997 : Kördügüm
- 1997 : Sharpe's Revenge
- 1998 : Eski Fotograflar
- 1999 : Kaç Para Kaç : Ayla
- 1999 : Ölümün el yazisi
- 2000 : Üzgünüm Leyla
- 2003 : Sapkadan babam çikti
- 2004 : Aynalar
- 2006 : Kabuslar evi - Kaçan Firsatlar Limited : Filiz
- 2006 : Traque sur Internet 2.0
- 2006 : Yaprak Dökümü (série télévisée)
- 2008 : Gökten 3 elma düstü : Nilgün
- 2010 : Kars Öyküleri
- 2011 : Umutsuz Ev Kadinlari (série télévisée)
- 2014 : Gönül Isleri (série télévisée)
- 2016 : Agustos böcekleri ve karincalar : Selma
- 2017 : Kadin (série télévisée)
- 2018 : Le Poirier sauvage (Ahlat Agaci) de Nuri Bilge Ceylan